# الشان محمدوف
الشان محمدوف (ترکی آذربایجانی: Elşən Məmmədov؛ زادهٔ ۴ مهٔ ۱۹۸۰) بازیکن فوتبال اهل جمهوری آذربایجان است.
از باشگاه‌هایی که در آن بازی کرده‌است می‌توان به باشگاه فوتبال استاندارد سومقاییت، باشگاه فوتبال قره‌باغ، باشگاه فوتبال شوالان، باشگاه فوتبال مغان، باشگاه فوتبال سیمرغ زاقاتالا، و باشگاه فوتبال شماخی اشاره کرد.
وی همچنین در تیم ملی فوتبال جمهوری آذربایجان بازی کرده‌است.